# Collège de Périgord
Le collège de Périgord est un ancien collège de l'université de Toulouse. Ses bâtiments se trouvent entre la rue du Taur et la rue du Périgord, à laquelle il a donné son nom, dans le quartier Arnaud-Bernard (secteur 1) de Toulouse, en France. 
Fondé vers 1360, au cœur du quartier universitaire de la ville, c'est un collège qui accueille des boursiers. Il est construit à l'emplacement de plusieurs hôtels particuliers, dont celui de la famille Maurand, dont subsiste la tour Maurand. Le collège doit son nom son fondateur, Hélie de Talleyrand-Périgord, important prélat de la cour papale d'Avignon au milieu du XIVe siècle. Épargné lors de la suppression de la plupart des collèges toulousains en 1551, il ne subsiste que difficilement jusqu'à la Révolution française, où il finalement fermé. En 1809, il abrite le Grand séminaire du diocèse et les bâtiments sont profondément modifiés au cours du XIXe siècle. Après 1905, les bâtiments sont dévolus à l'université de Toulouse, et particulièrement à la faculté des Lettres, et abritent la bibliothèque universitaire. Le vieux collège de Périgord bénéficie d'une importante rénovation entre 2000 et 2003 – quoique décriée par certains spécialistes. Depuis 2003, une partie des bâtiments est affectée à l'École nationale supérieure de l'audiovisuel, une école interne de l'université Toulouse-Jean-Jaurès et à l'université du Temps libre, ainsi qu'à plusieurs services du CROUS Toulouse-Occitanie.
Conservée, malgré les transformations et les abaissements successifs, la tour forte Maurand est un rare exemple d'architecture romane civile de la fin du XIIe siècle. Elle a été classée en 1931 comme monument historique. Les vestiges du collège de Périgord sont, avec ceux d'anciens collèges voisins – le collège de l'Esquile, le collège de Foix et le collège Saint-Raymond –, l'un des derniers témoignages de l'architecture universitaire à Toulouse, mais ils ne bénéficient pas d'une protection particulière.

## Histoire

### L'hôtel des Maurand

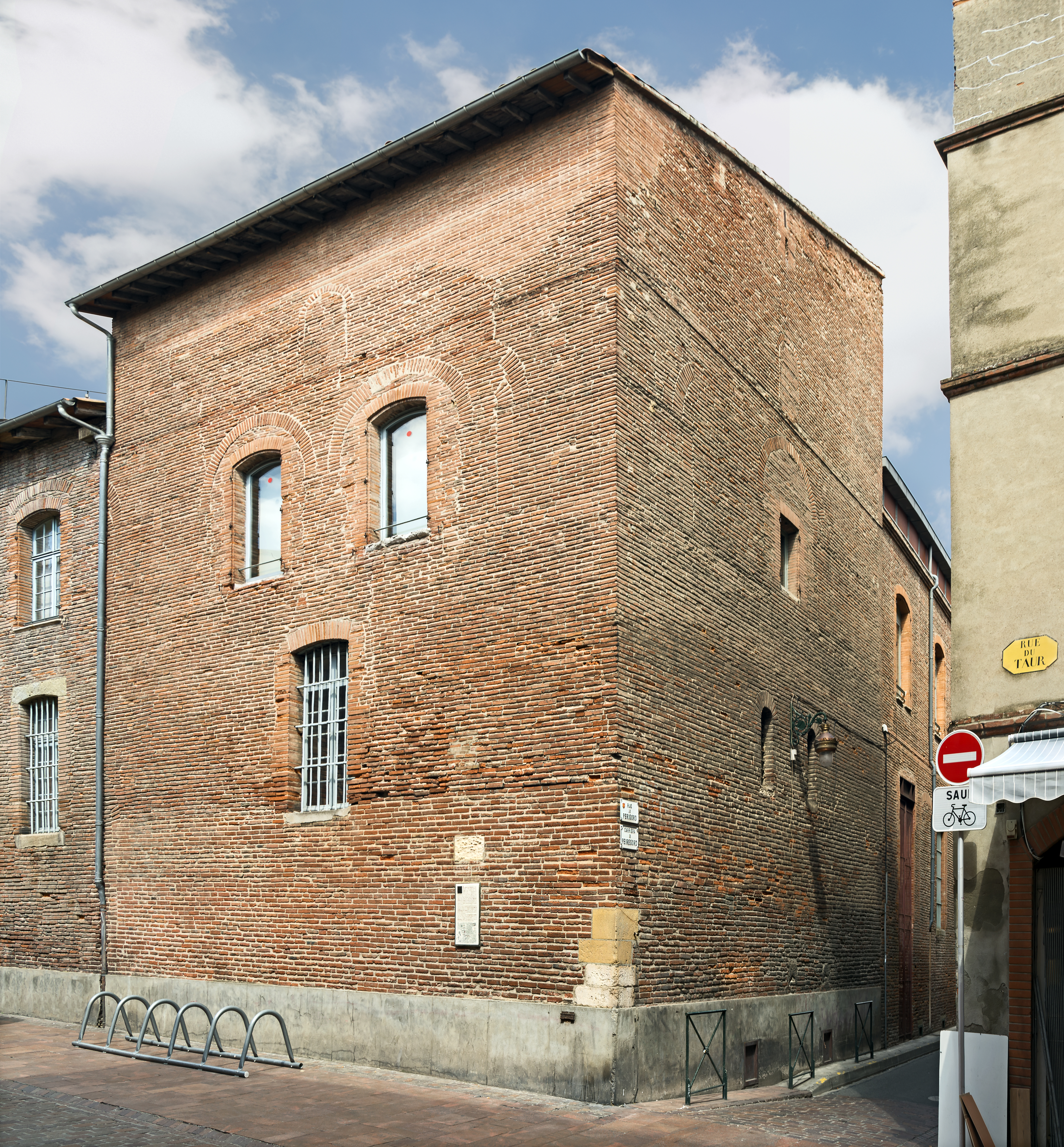
La tour de l'hôtel des Maurand.

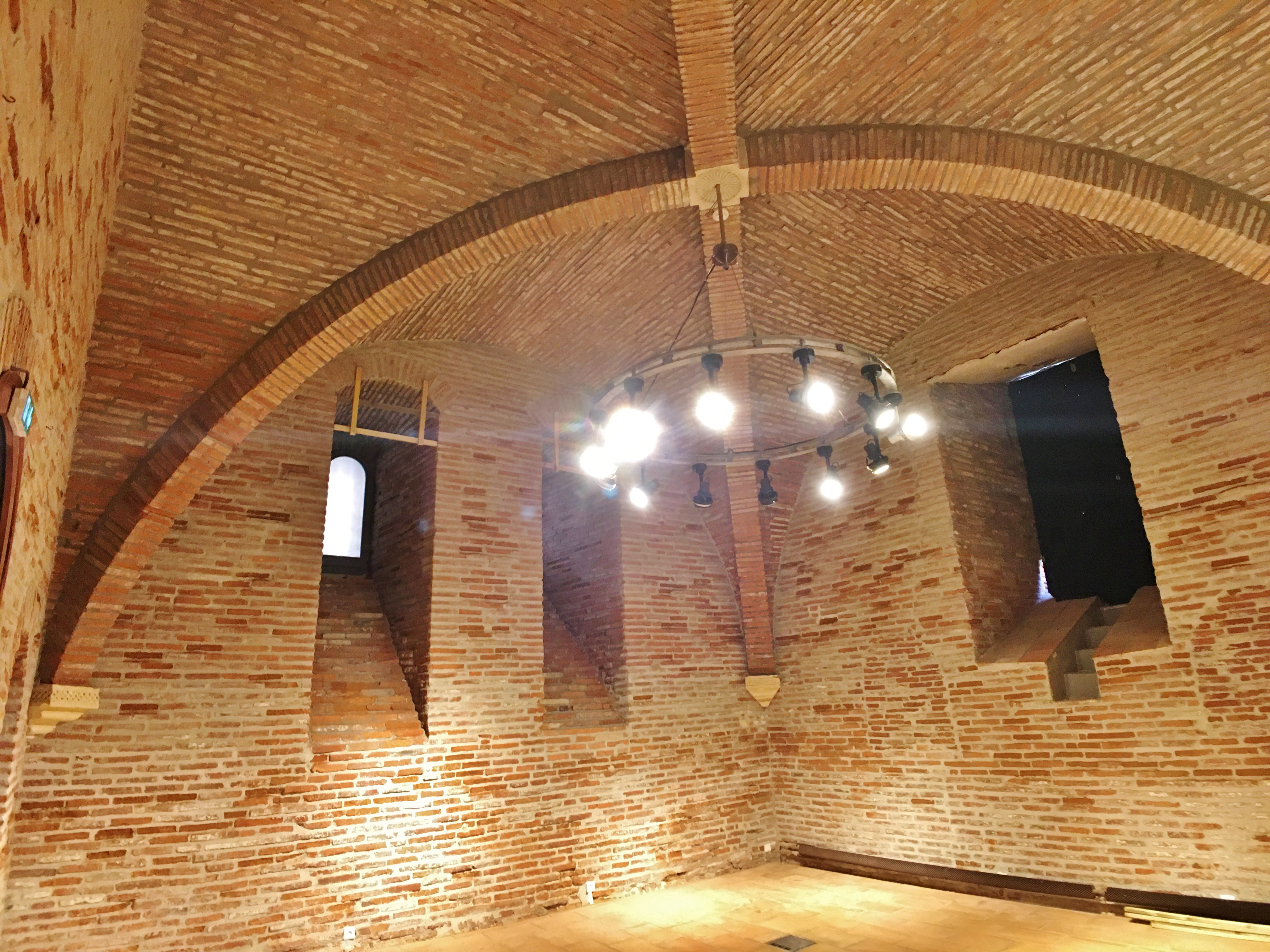
Tour Maurand : salle voûtée du rez-de-chaussée.

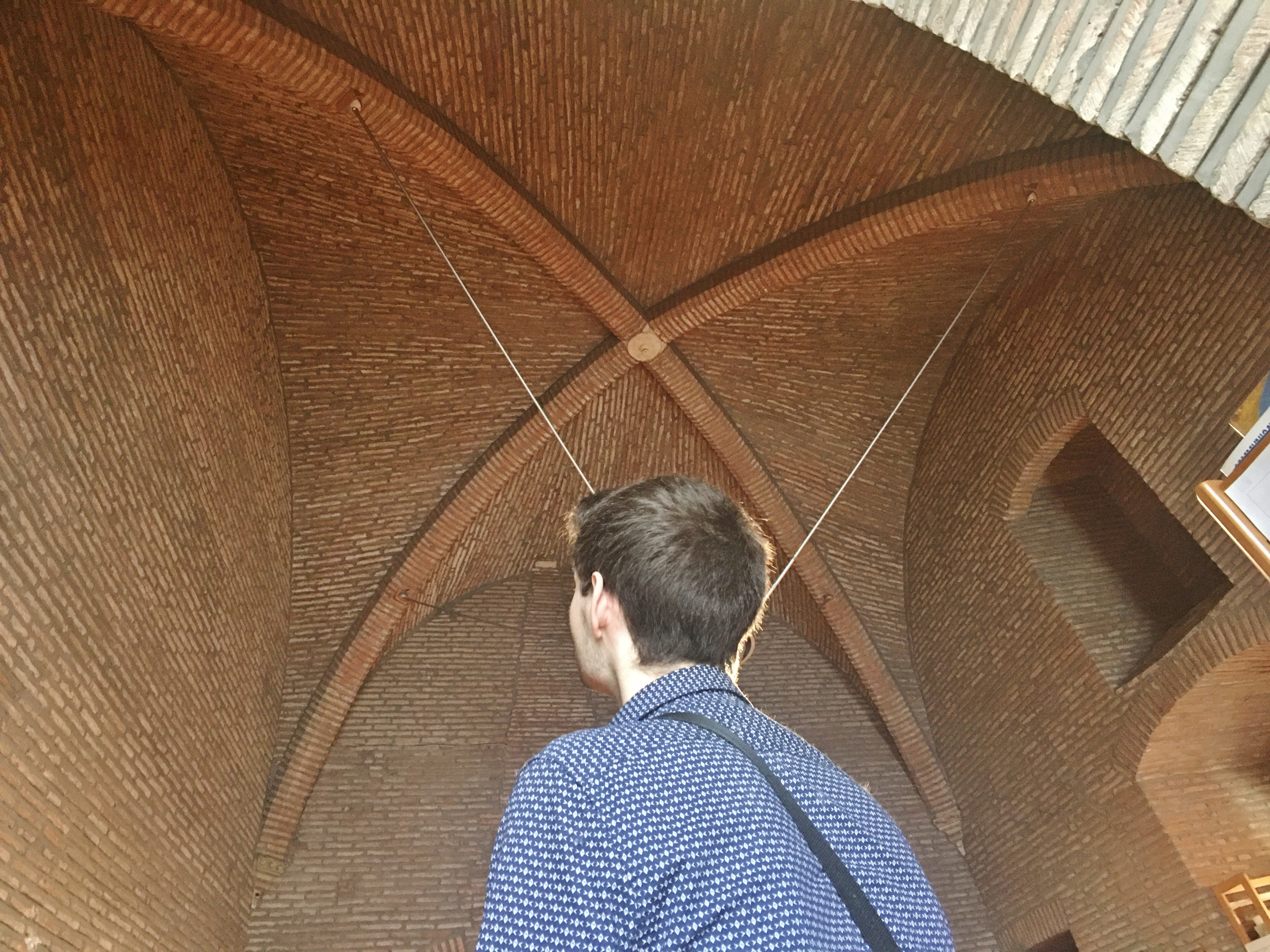
Tour Maurand : salle voûtée du premier étage.

Au milieu du Moyen Âge, le site de l'actuel collège de Périgord, au bout de la rue du Taur, se trouve au cœur du bourg Saint-Sernin, qui se développe autour de l'abbaye du même nom. À l'entrée du claustrum – c'est-à-dire de l'enclos – de l'abbaye s'élèvent des hôtels particuliers, tenues par des familles vassales de l'abbaye et qui en protègent les entrées. C'est à cette catégorie qu'appartiennent les Maurand : en 1141 et 1147, un certain Bonmacip Maurand est conseiller du comte de Toulouse Alfonse Jourdain ; en 1178, Peyre Maurand, riche changeur qui a embrassé la religion cathare, est victime de la répression organisée par le légat Pierre de Bénévent qui réunit un concile contre les hérétiques. Peyre Maurand doit détruire les tours de ses châteaux et d'abaisser la tour de son hôtel toulousain ; à la fin du XIIIe siècle, Bonhom Maurand, trafiquant d'armes, fournit les troupes de Philippe IV le Bel. 
L'ostal des Maurand est certainement un édifice exceptionnel par ses proportions et son caractère fortifié, impressionnante construction romane, avec sa haute tour. Il se compose de deux corps de bâtiments, le long des rues du Taur et de Périgord, reliés par la tour à l'angle des deux rues. Le rez-de-chaussée n'est éclairé que par des petites fenêtres situées en hauteur, ce qui témoigne peut-être de la volonté de protéger les parties basses de l'édifice. Une grande porte, à la jonction du corps de bâtiment de la rue du Taur et de la tour, permet d'accéder à la cour intérieure. Dans celle-ci, un escalier et des coursives permettent d'accéder aux salles du premier étage – l'étage noble, où se trouvent les pièces d'habitation –, largement ouvertes par des baies géminées, sans doute décorées de chapiteaux sculptés. Il existait enfin d'autres pièces aux étages supérieurs.
Les Maurand ne sont d'ailleurs pas seuls, puisque leur hôtel particulier fait partie d'un gros moulon regroupant d'autres notables.

### La fondation du collège
Le collège de Périgord, ou plutôt le collège Saint-Front, est fondé aux environs de l'année 1360 – au moins avant 1362 – par le cardinal Hélie de Talleyrand-Périgord. Issu d'une importante famille du Midi de la France, fils cadet du comte de Périgord Hélie VII, frère du comte Archambaud V, il est un des prélats avignonnais les plus influents de la cour papale. Il avait fait ses études de droit à l'université de Toulouse et souhaitait fonder un collège pour vingt boursiers, dont dix venus du diocèse de Périgueux, assistés de quatre chapelains et servis par sept domestiques. Sur les vingt étudiants, dix doivent se consacrer au droit civil et dix au droit canon. 
Les étudiants sont choisis par le comte de Périgord ou, s'il ne peut le faire, par le chancelier de l'Église de Toulouse assisté de deux étudiants. Les autres étudiants ne sont pas tenus d'accepter le candidat s'ils ne l'en jugent pas digne. Il faut d'ailleurs passer un examen, au cours duquel on s'assure qu'il est suffisamment instruit dans les arts élémentaires, la grammaire et les arts libéraux. Les deux prieurs, un qui est étudiant et un qui est chapelain, sont élus le jour de la fête de saint Front, le 25 octobre, pour une année. Ils sont chargés de régir le collège et d'administrer ses biens. En octobre 1375, les statuts du collège sont confirmés par une bulle du pape Grégoire XI. 
Entre 1362 et 1371, le collège est doté par les exécuteurs testamentaires du cardinal d'une fortune importante. Les achats se montent sur cette période à plus de 18 000 livres tournois. Une somme importante est consacrée à l'achat de six hôtels particuliers, à l'angle des rues du Taur et de Périgord, qui constituent le collège lui-même : les hôtels de Guilhem de Saverdun, d'Azémar Maurand, de Jean de Capdenier, coseigneur de Pechbonnieu, d'Aymeric de Jarrige, de Bonmancip Maurand et de Jean de Castelnau de Lalande. La vente de ces hôtels particuliers s'explique probablement par la crise économique et les difficultés financières des familles les plus importantes de la ville,. 
Rapidement, les travaux sont engagés afin de bâtir le nouveau collège, sous les ordres d'Hélie Raymond jusqu'en 1365, puis sous ceux de Pierre del Forn. Les premières années, l'hôtel d'Azémar Maurand, acheté en 1363, est réaménagé. La tour en est particulièrement conservée, tandis qu'une chapelle est aménagée au nord des bâtiments. L'hôtel de Pechbonnieu, acheté en février 1366, est transformé de fond en comble : c'est dans son mur sur la rue du Taur que l'on perce le grand passage. En septembre 1366, on creuse les fossés destinés aux fondations d'un cloître en bois. L'année suivante, en octobre 1367, commencent les travaux du grand escalier, probablement achevé en novembre 1369. Entre février et mai 1368, la plus grande partie de l'hôtel de Bonmancip Maurand est démolie. Entre juin et août 1368, c'est l'hôtel de Jarrige qui est abattu. La construction de l'aile gauche du collège s'étale ainsi jusqu'en mai 1370, date à laquelle les travaux semblent terminés. 
Dans Toulouse, le collège perçoit des revenus par l'achat d'oblies et d'hôtels baillés à fief. Autour de la ville, il possède des biens et des oblies dans plusieurs villages, le long des rives de l'Ariège (Auzil, Clermont-le-Fort, Labarthe-sur-Lèze, Venerque et Le Vernet), dans le Lauragais (Labège, Auzeville, Flourens, Drémil-Lafage, Lanta et Caraman), dans la vallée de l'Agout (Lavaur, Roquevidal et Puylaurens) et dans la plaine nord de la Garonne (Saint-Agnan, Villemur-sur-Tarn et Montech). Surtout, le collège a acheté deux seigneuries, Labège et Auzil, où il possède des terres exploitées directement et où il perçoit également des droits seigneuriaux tels que l'albergue, les droits de justice (haute et basse justice à Labège, basse justice à Auzil, pour un revenu annuel de 15 livres tournois), la vovaria (trois œufs ou 1 denier toulsa par an), la fromageria (un fromage par an) ou les corrogia (une journée de labour par an pour celui qui a des bœufs, deux journées pour celui qui a des chevaux).

### Les difficultés du collège
Le collège est riche de toutes ses propriétés, à Toulouse et dans les villages voisins. Pourtant, de tous ces biens, le collège tire des revenus juste suffisants pour l'entretien d'une communauté de 31 personnes et il rencontre rapidement d'importantes difficultés financières, liées à la crise économique et financière qui touche le royaume et à la guerre de Cent Ans. Le montant théorique des revenus s'élève à 432 livres et 4 deniers tournois mais, en 1381-1382, le collège ne touche que 328 livres 18 sous, ne lui laissant un excédent que de quelques sous. En 1399-1400, la recette s'élève à près de 525 livres, mais les dépenses à 553.

### Les vicissitudes du collège à l'époque moderne

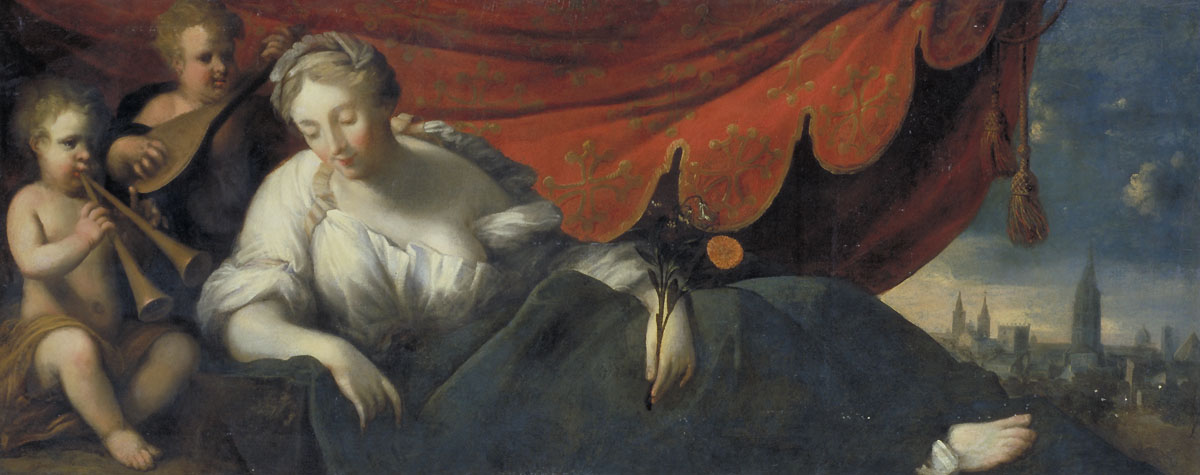
La tour Maurand crénelée apparaît sur le tableau de Clémence Isaure, par Jean-Pierre Rivalz (1678, Musée des Augustins).

Dans la première moitié du XVIe siècle, la ville de Toulouse s'ouvre aux idées humanistes. Les critiques contre l'enseignement qu'on dispense à l'université et dans les collèges se font plus nombreuses. Les capitouls et la population reprochent également aux étudiants leur conduite et leur indiscipline. En 1551, les capitouls reçoivent par ailleurs le soutien de l'archevêque de Toulouse, Odet de Coligny, du philosophe Jean Bodin, ancien élève de l'université, et de Jacques Du Faur, conseiller au grand conseil du roi, et président à la chambre des enquêtes du Parlement de Paris. Ils obtiennent du roi Henri II un édit qui supprime plusieurs collèges toulousains, au profit d'un collège rénové et contrôlé par les capitouls : c'est le nouveau collège de l'Esquile, dont les bâtiments s'élèvent entre 1554 et 1561 face à ceux de Périgord (actuel no 69 rue du Taur et no 1 rue de l'Esquile. Peu après, ce sont les Jésuites, appelés par des bourgeois toulousains, qui ouvrent leur collège dans l'ancien hôtel de Bernuy (actuel no 1 rue Léon-Gambetta). Si le collège de Périgord échappe à la fermeture, il n'en reste pas moins qu'il passe à un rang secondaire face à ces deux rivaux. 
La ville s'est aussi ouverte aux idées de réforme religieuse. Les tensions entre catholiques et protestants s'accroissent et débouchent, alors que commencent les guerres de religion, sur de graves troubles. La tour du collège de Périgord sert de bastion aux protestants lors des combats de 1562, où ces derniers installent deux canons au sommet de la tour pour bombarder l'abbaye Saint-Sernin.
Au début du XVIIIe siècle, les bâtiments du collège sont en mauvais état. Les parties hautes de la tour Maurand sont ainsi dans un état proche de la ruine. En 1719, des travaux sont engagés. À la fin du XVIIIe siècle, deux étages de la tour sont démolis pour aligner la hauteur de l'ensemble des bâtiments. C'est probablement à la même époque qu'ont lieu d'importants remaniements avec la reconstruction totale du corps de bâtiment donnant sur la rue du Périgord et le percement de nouvelles ouvertures.

### Les transformations après la Révolution
Le collège devient le grand séminaire de Toulouse en 1809 (les fenêtres actuelles de la tour datent de cette époque), puis la bibliothèque universitaire durant le XXe siècle.
La tour, vestige de l'hôtel des Maurand, est classée au titre des monuments historiques par arrêté du 12 septembre 1931.
Les bâtiments du collège accueillent en 2003 l'École supérieure d’audiovisuel.